# اولیدید
اولیدید (به سوئدی: Ålidhöjd) یک منطقهٔ مسکونی در سوئد است که در بخش اومیا واقع شده‌است.